# Кафедральный собор Модены

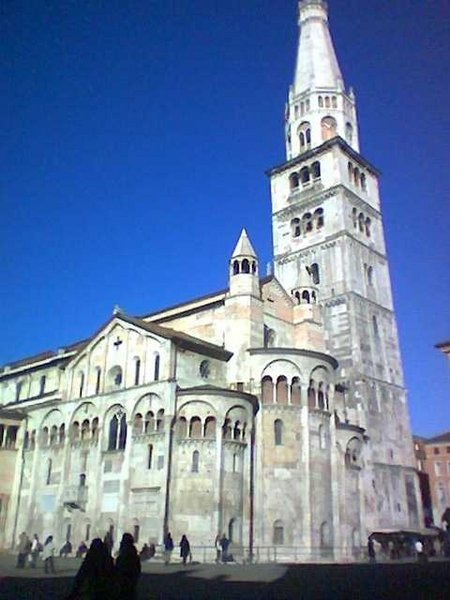

Кафедральный собор Модены — католический собор в городе Модена (Эмилия-Романья, Италия). Посвящён Успению Девы Марии и святому Геминиану, одновременно являющемуся покровителем города. Собор расположен в центре города, на площади Пьяцца-Гранде, недалеко от мэрии. Является центральным собором архиепархии Модена-Нонантола. Вместе с башней Торре-Чивика и всей площадью Пьяцца-Гранде включён в список объектов Всемирного наследия ЮНЕСКО.
На месте нынешнего собора уже в V веке н. э. располагался храм, но строительство современного собора началось в 1099 году. Собор был освящён Луцием III 12 июля 1184 года. Длина храма составляет 85 м, ширина 32 м, высота фасада — также 32 м. Собор построен в романском стиле, хотя внешний облик фасада здания представляет собой смешение различных архитектурных стилей. В список Всемирного наследия собор был включён в 1997 году.